# Elpidio de Piceno
Elpidio (Capadocia - Piceno, siglo IV) fue un ermitaño originario de Capadocia que vivía en la zona de Piceno donde se extendió su culto; es venerado como santo por la Iglesia Católica.

## Hagiografía
Las noticias sobre la vida de Elpidio son muy escasas y contradictorias.
En 1955 un bolandista encontró en la Biblioteca Capitular de Spoleto un legendario de los siglos XI-XII que describe la vida de San Elpidio con más elementos de fantasía que de realidad.
Petrus de Natalibus escribió que Elpidio era originalmente de la Capadocia, región de Anatolia. Paladio de Galacia en la Historia Lausiaca narró que el santo vivió durante muchos años como anacoreta en una cueva cerca de la ciudad de Jericó. Llegando a Italia, en los territorios de la actual provincia de Fermo, difundió el mensaje del Evangelio asistido por los discípulos Ennesio y Eustasio.
Sin embargo, algunos eruditos creen que Elpidio era un nativo de Piceno y pasó toda su vida allí de acuerdo con una regla eremítica influenciada por las experiencias ascéticas de los padres del desierto.
Sus virtudes cristianas y quizá una actividad apostólica entre la gente de Piceno le impusieron la devoción de toda la región.

## Veneración
Venerado como santo por la Iglesia Católica, se celebra el 2 de septiembre. 

"En el Piceno, de Italia, san Elpidio, cuyo nombre adoptó el pueblo que conserva su venerado cuerpo (c. s. XI)."
Martirologio romano

Las reliquias se guardan en la iglesia de Sant'Elpidio abate en Sant'Elpidio a Mare, dentro de un sarcófago romano de mármol pario del siglo IV junto a los de sus discípulos Ennesio y Eustasio.

## Políptico de Giacomo di Nicola
Hacia 1424 se encargó un políptico al pintor Giacomo di Nicola da Recanati para colocarlo en la Colegiata de Sant'Elpidio abate en Sant'Elpidio a Mare. La pintura, ahora en París en el Musée des Arts Décoratifs, representó nueve episodios de la vida de San Elpidio (ocho supervivientes) que se extrajeron de una "Vita" que parece referirse a un santo caballero en lugar de a un santo abad o ermitañor.
- Elpidio predica ante el emperador Antonio
- El emperador Antonio ordena la destrucción de los ídolos en presencia de Elpidio
- Visión de Elpidio, encuentro de San Elpidio y devoto
- Bautismo del emperador Antonio y Prisciano en presencia de Elpidio
- Elpidio predica ante el emperador Aureliano  *  Elpidio en prisión
- Elpidio liberado de la cárcel, bautismo del emperador Aureliano
- Elpidio invitado por el ángel a subir al barco

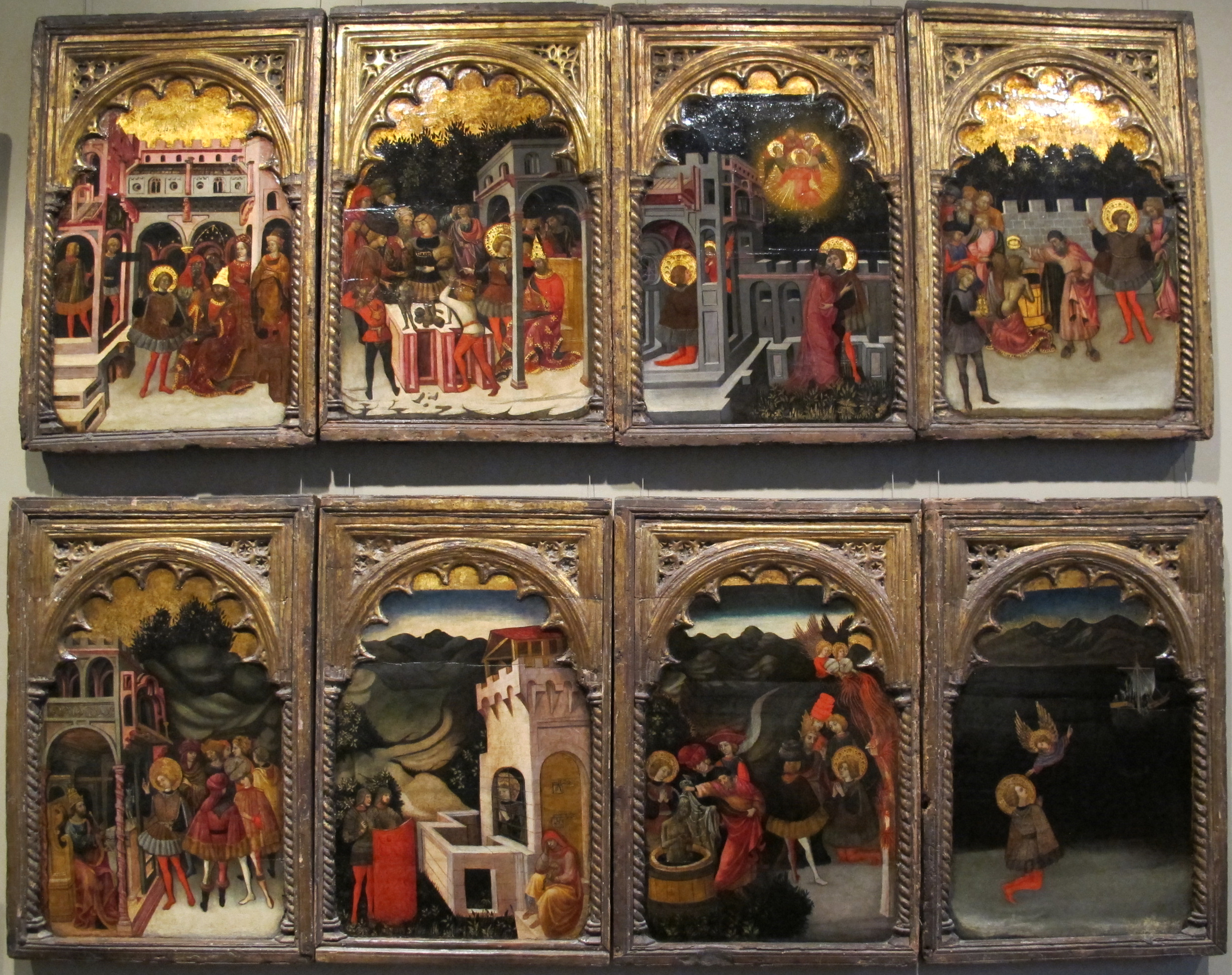
Políptico
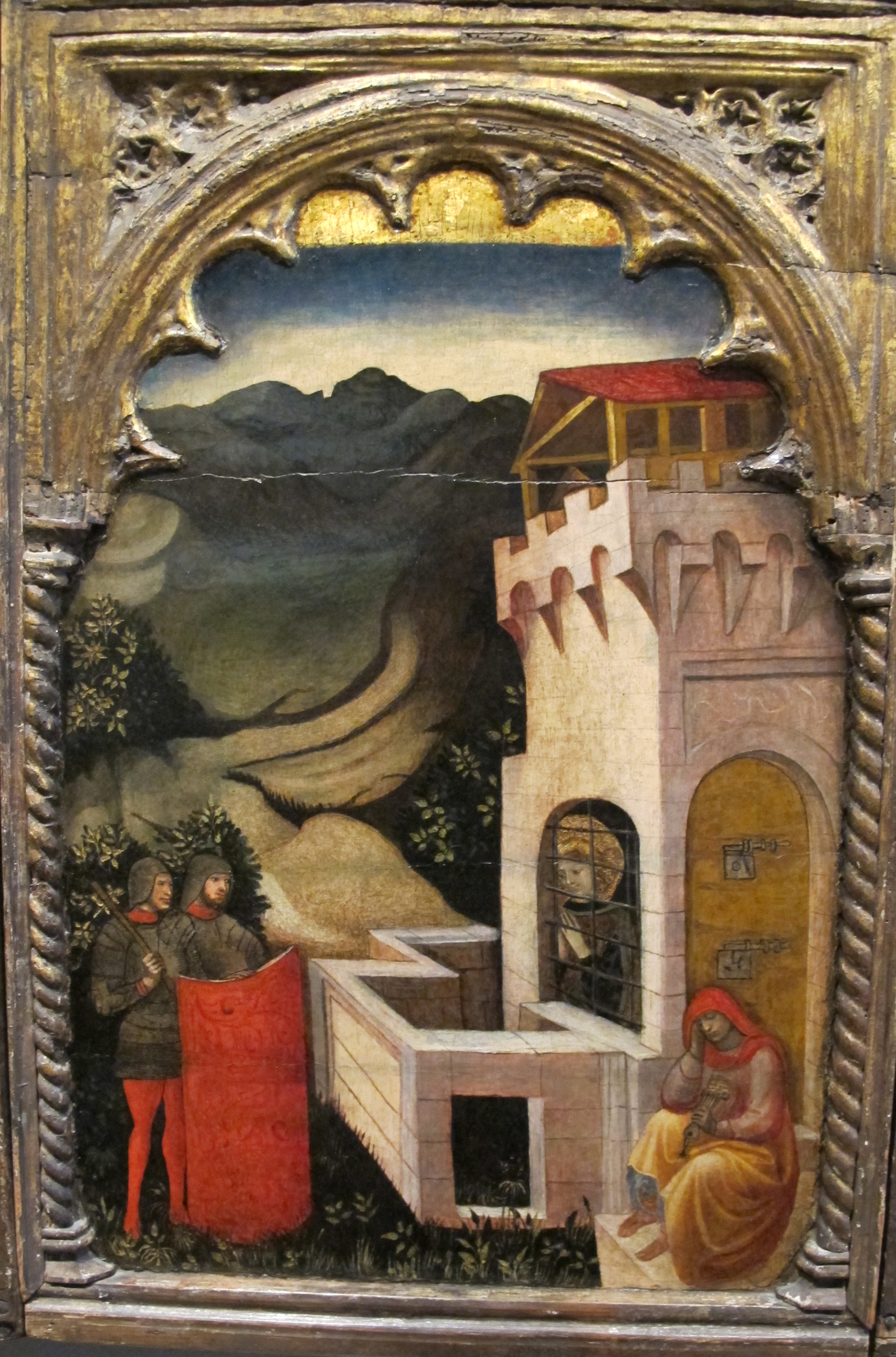
Elpidio en prisión
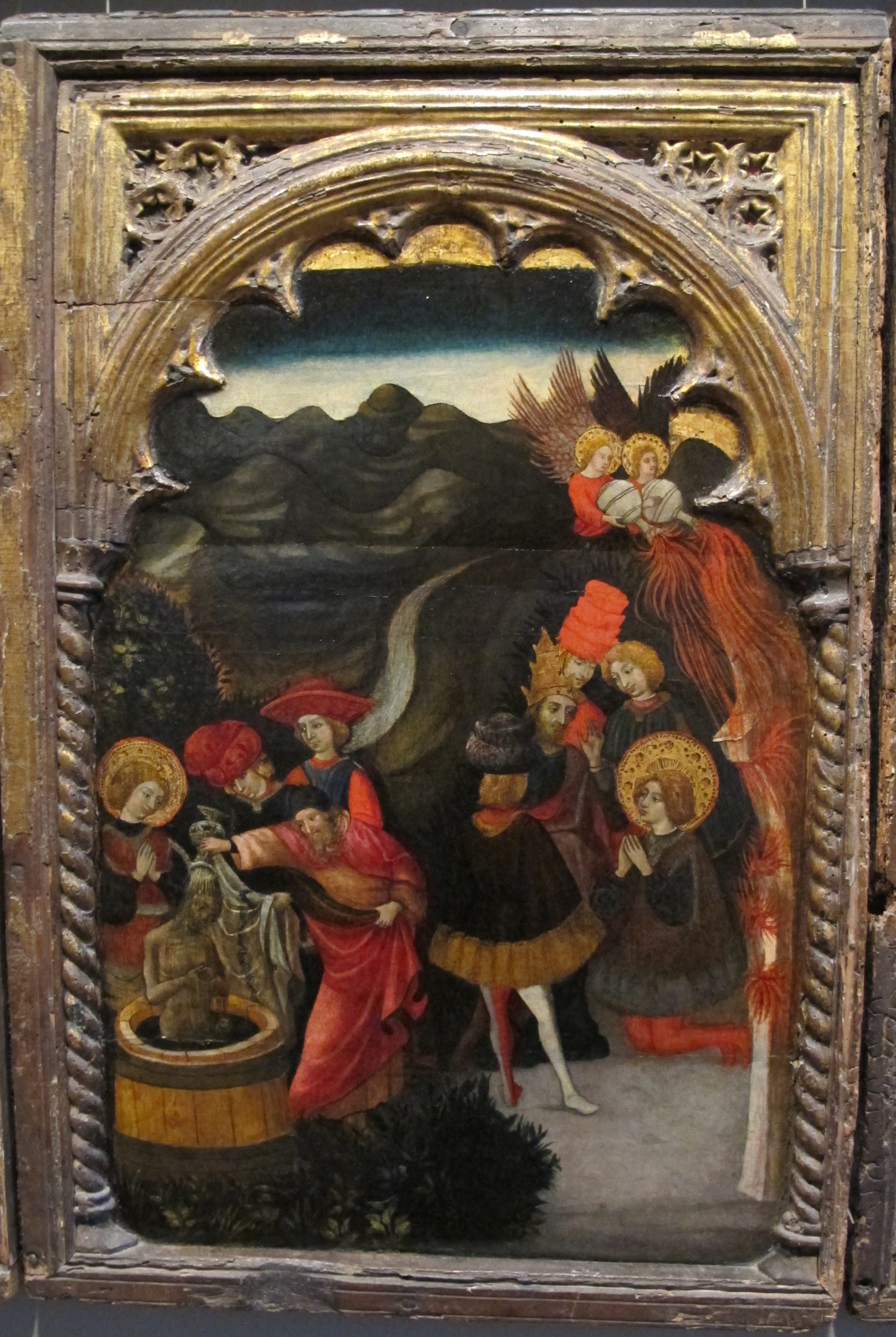
Elpidio liberado de la cárcel, bautismo del emperador Aureliano
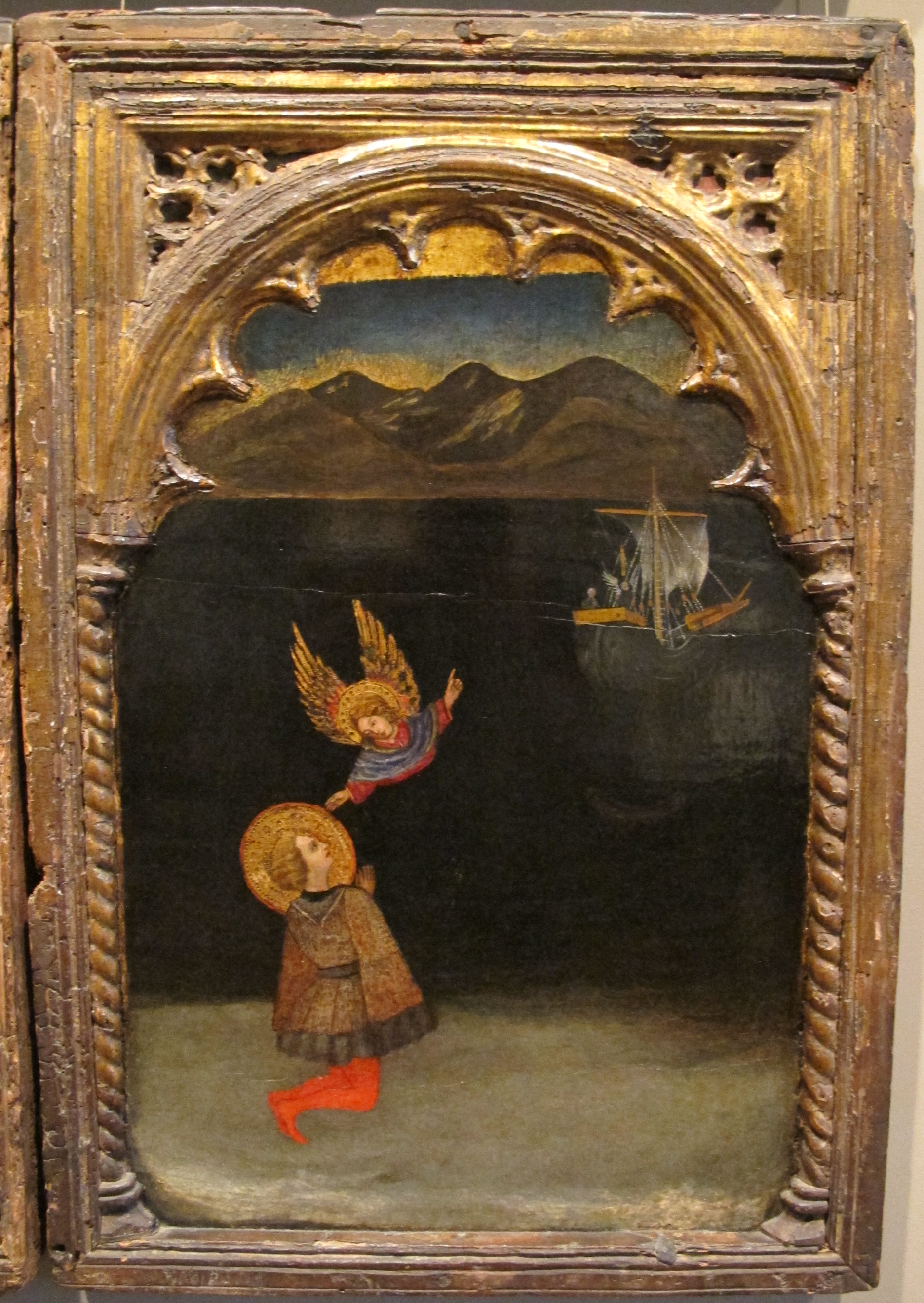
Elpidio invitado por el ángel a subir al barco